# Sierra de la Demanda

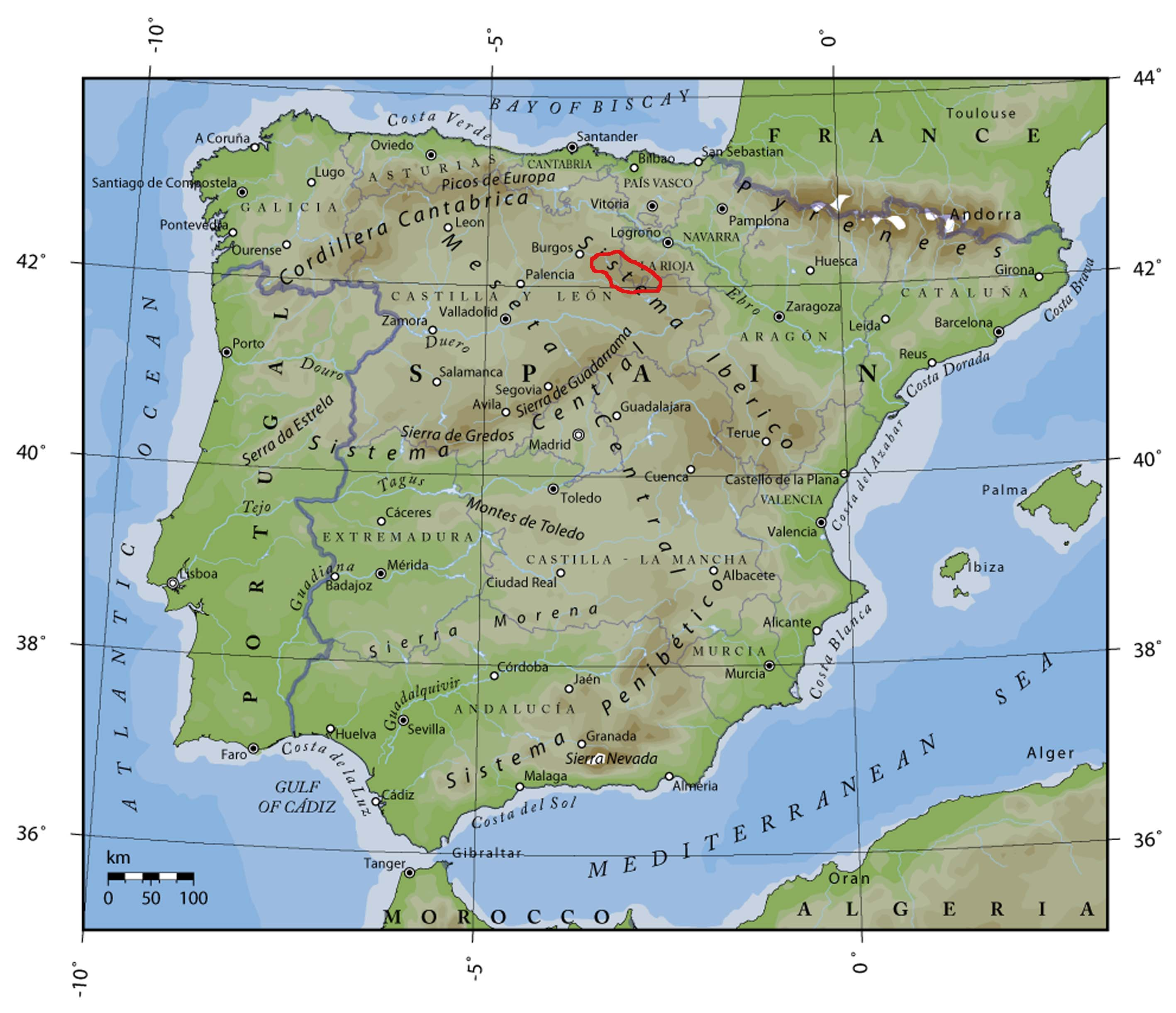
Die Sierra de la Demanda gehört zum nordwestlichen Teil des Iberischen Gebirges.

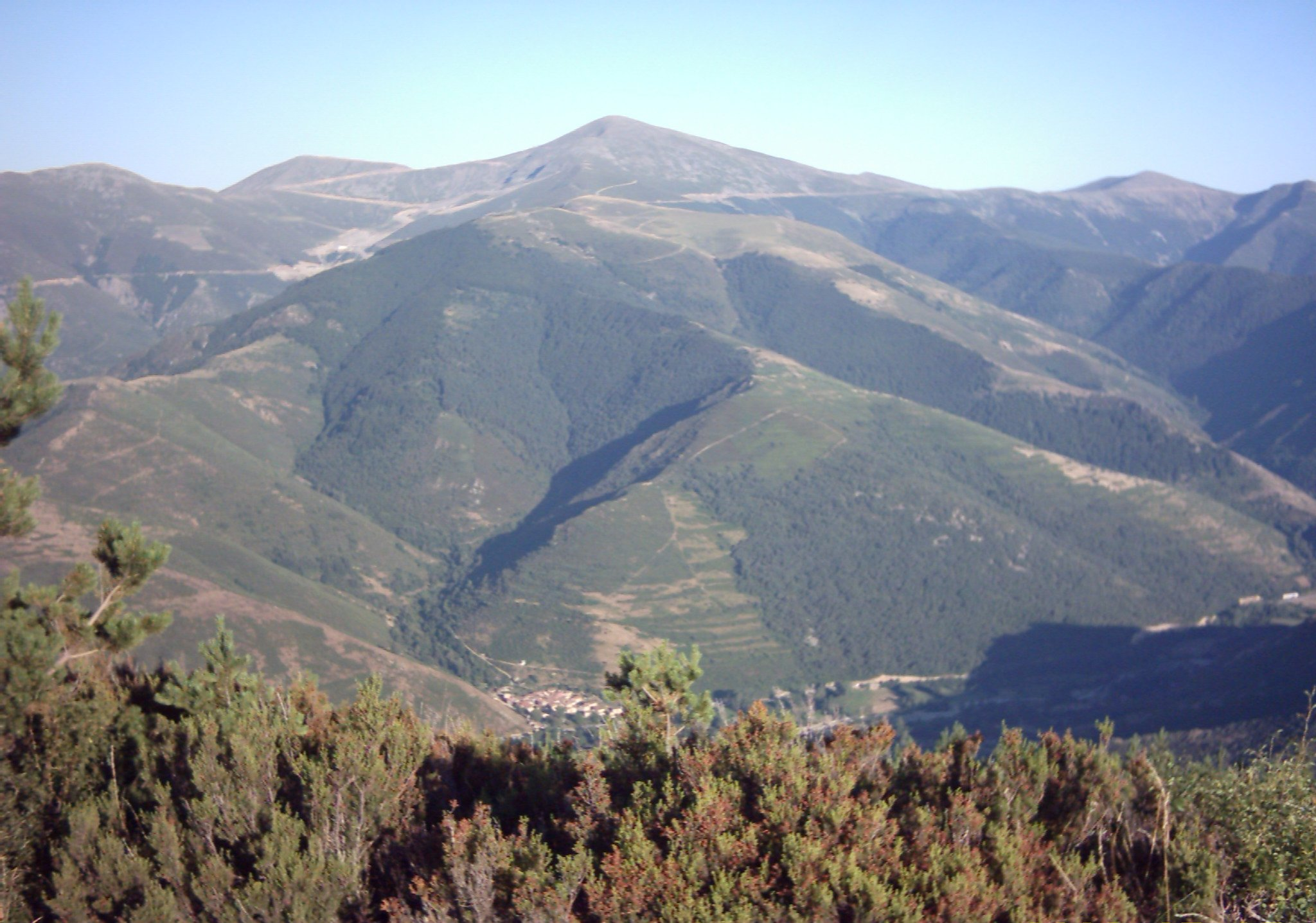
Blick über die Sierra de la Demanda; im Hintergrund der Gipfel des San Lorenzo

Die Sierra de la Demanda ist ein Teil des Iberischen Gebirges und eine Verwaltungseinheit (comarca) an den Grenzen der nordspanischen Provinzen Burgos, La Rioja und Soria. An seiner Nordseite ragt die Untergruppe der Montes de Ayago empor; sie werden von den höchsten Gipfeln der Sierra de la Demanda durch den Fluss Tirón getrennt.
Der Jakobsweg (Camino de Santiago) streift südlich von Santo Domingo de la Calzada und Belorado den Norden des Gebirges. 

## Gemeinden
| Gemeinde                     | Einwohner (2024) | Fläche km² | Dichte Einw./km² | Cod INE | Postleitzahl |
| ---------------------------- | ---------------- | ---------- | ---------------- | ------- | ------------ |
| Arauzo de Miel               | 272              | 57,10      | 5                | 09020   | 09451        |
| Arauzo de Salce              | 46               | 18,50      | 2                | 09021   | 09451        |
| Arauzo de Torre              | 61               | 13,59      | 4                | 09022   | 09451        |
| Barbadillo de Herreros       | 104              | 64,16      | 2                | 09037   | 09615        |
| Barbadillo del Mercado       | 133              | 15,19      | 9                | 09038   | 09613        |
| Barbadillo del Pez           | 66               | 20,76      | 3                | 09039   | 09614        |
| Cabezón de la Sierra         | 36               | 19,83      | 2                | 09062   | 09612        |
| Campolara                    | 48               | 13,24      | 4                | 09066   | 09650        |
| Canicosa de la Sierra        | 425              | 29,53      | 14               | 09067   | 09692        |
| Carazo                       | 39               | 24,03      | 2                | 09070   | 09611        |
| Cascajares de la Sierra      | 27               | 6,81       | 4                | 09078   | 09640        |
| Castrillo de la Reina        | 158              | 14,45      | 11               | 09084   | 09691        |
| Contreras                    | 87               | 38,12      | 2                | 09110   | 09613        |
| La Gallega                   | 39               | 17,35      | 2                | 09144   | 09612        |
| Hacinas                      | 147              | 7,90       | 19               | 09154   | 09611        |
| Hontoria del Pinar           | 609              | 80,84      | 8                | 09163   | 09660        |
| Hortigüela                   | 107              | 20,66      | 5                | 09169   | 09640        |
| Huerta de Arriba             | 128              | 33,18      | 4                | 09173   | 09614        |
| Huerta de Rey                | 880              | 97,81      | 9                | 09174   | 09430        |
| Jaramillo de la Fuente       | 47               | 21,56      | 2                | 09183   | 09640        |
| Jaramillo Quemado            | 10               | 17,45      | 1                | 09184   | 09640        |
| Jurisdicción de Lara         | 41               | 25,04      | 2                | 09191   | 09650        |
| Mambrillas de Lara           | 56               | 34,03      | 2                | 09200   | 09640        |
| Mamolar                      | 28               | 18,32      | 2                | 09201   | 09612        |
| Monasterio de la Sierra      | 40               | 5,89       | 7                | 09223   | 09613        |
| Moncalvillo                  | 76               | 26,76      | 3                | 09225   | 09691        |
| Monterrubio de la Demanda    | 56               | 15,11      | 4                | 09226   | 09615        |
| Neila                        | 119              | 63,12      | 2                | 09232   | 09679        |
| Palacios de la Sierra        | 677              | 70,40      | 10               | 09246   | 09680        |
| Pineda de la Sierra          | 94               | 68,77      | 1                | 09266   | 09199        |
| Pinilla de los Barruecos     | 98               | 32,52      | 3                | 09268   | 09612        |
| Pinilla de los Moros         | 33               | 11,01      | 3                | 09269   | 09613        |
| Quintanar de la Sierra       | 1.502            | 59,91      | 25               | 09289   | 09670        |
| Rabanera del Pinar           | 99               | 33,24      | 3                | 09302   | 09660        |
| Regumiel de la Sierra        | 298              | 26,16      | 11               | 09309   | 09693        |
| La Revilla y Ahedo           | 101              | 15,29      | 7                | 09312   | 09613        |
| Riocavado de la Sierra       | 55               | 43,32      | 1                | 09318   | 09615        |
| Salas de los Infantes        | 1.988            | 31,32      | 63               | 09330   | 09600        |
| San Millán de Lara           | 61               | 33,62      | 2                | 09340   | 09640        |
| Santo Domingo de Silos       | 247              | 78,91      | 3                | 09358   | 09610        |
| Torrelara                    | 32               | 12,51      | 3                | 09388   | 09645        |
| Valle de Valdelaguna         | 190              | 92,66      | 2                | 09414   | 09614        |
| Villaespasa                  | 22               | 19,49      | 1                | 09430   | 09650        |
| Villanueva de Carazo         | 27               | 7,38       | 4                | 09450   | 09611        |
| Villoruebo                   | 63               | 25,75      | 2                | 09476   | 09640        |
| Vilviestre del Pinar         | 504              | 33,90      | 15               | 09425   | 09690        |
| Vizcaínos                    | 40               | 11,48      | 3                | 09478   | 09613        |
| Comarca Sierra de la Demanda | 10.031           | 1.738,45   | 6                | –       | –            |

Auf dem Gebiet der Comarca befinden sich noch die folgenden 27 gemeindefreien Gebiete (Comunidades) auf einer Gesamtfläche von 210,48 km²:
| Comunidad | Fläche    |
| --- | --------- |
| Cabeza Alta: | 3,91 km²  |
| Comunero de Revenga:                                                                                            | 4,46 km²  |
| Comunidad de Arauzo de Miel y Huerta del Rey:                                                                   | 5,87 km²  |
| Comunidad de Barbadillo de Herreros y Vallejimeno:                                                              | 0,26 km²  |
| Comunidad de Barbadillo del Mercado, Hacinas, La Revilla y Ahedo y Villanueva de Carazo:                        | 1,57 km²  |
| Comunidad de Barbadillo del Mercado, Hacinas, La Revilla y Ahedo, Salas de los Infantes y Villanueva de Carazo: | 2,33 km²  |
| Comunidad de Barbadillo del Mercado, La Revilla y Ahedo y Cascajares de la Sierra:                              | 2,51 km²  |
| Comunidad de Barbadillo del Mercado, La Revilla y Ahedo y Pinilla de los Moros:                                 | 14,38 km² |
| Comunidad de Barbadillo del Pez y Jaramillo de la Fuente:                                                       | 11,64 km² |
| Comunidad de Barbadillo del Pez y Riocavado de la Sierra:                                                       | 2,53 km²  |
| Comunidad de Canicosa de la Sierra y Casarejos:                                                                 | 0,28 km²  |
| Comunidad de Fuente Carazo:                                                                                     | 1,76 km²  |
| Comunidad de Gete y Hacinas:                                                                                    | 1,00 km²  |
| Comunidad de Hontoria del Pinar y Palacios de la Sierra:                                                        | 1,28 km²  |
| Comunidad de Hortigüela, Mambrillas de Lara, Jurisdicción de Lara y Campolara:                                  | 8,33 km²  |
| Comunidad de Quintanar de la Sierra y Vilviestre del Pinar:                                                     | 0,67 km²  |
| Comunidad de Quintanarraya y Espeja de San Marcelino:                                                           | 0,90 km²  |
| Comunidad de Tinieblas de la Sierra y San Millán de Lara:                                                       | 1,97 km²  |
| Comunidad de Vilviestre del Pinar y Palacios de la Sierra:                                                      | 2,91 km²  |
| Comunidad de Vizcaínos y Jaramillo de la Fuente:                                                                | 2,30 km²  |
| Dehesa de San Felices:                                                                                          | 0,39 km²  |
| Ledanía de Barbadillo del Mercado, La Revilla, Salas de los Infantes y Villanueva de Carazo:                    | 0,56 km²  |
| Ledanía de Castrillo de la Reina, Hacinas y Salas de los Infantes:                                              | 91,98 km² |
| Ledanía de Castrillo de la Reina, Hacinas, Monasterio de la Sierra y Castrovido:                                | 36,03 km² |
| Ledanía de Hacinas y Salas de los Infantes:                                                                     | 9,08 km²  |
| Ledanía de Hacinas, Salas de los Infantes y Villanueva de Carazo:                                               | 0,54 km²  |
| Soncarazo: | 1,04 km²  |

## Höchste Gipfel
- Pico San Lorenzo (2271 m)[2]
- Pico San Millán (2131 m)[3]
- Pico de la Mencilla (1932 m)[4]

## Flüsse
Mehrere Flüsse und Bäche entspringen in der Sierra de la Demanda – die wichtigsten sind:
| Ebro → Mittelmeer - Río Tirón - Río Urbión | Duero → Atlantik - Río Arlanzón - Río Arlanza - Río Lobos |

## Bevölkerung
In den ca. 1000 m hoch gelegenen Dörfern der Bergregion, die insgesamt zur bevölkerungsarmen Serranía Celtibérica gehört, leben etwa 9.000 Menschen – die meisten jedoch in den Randgemeinden Salas de los Infantes (etwa 1.950), Belorado (etwa 1.800) und Pradoluengo (1.150) in der Provinz Burgos; auch die Gemeinden Ezcaray, Santo Domingo de la Calzada und San Millán de la Cogolla in der Region La Rioja gehören im weiteren Sinne noch zur Sierra de la Demanda. Das Kerngebiet der Sierra ist dagegen nur äußerst dünn besiedelt; mehrere kleinere Orte und Weiler (pedanías) sind bereits aufgegeben worden (despoblados).

## Tourismus
Ski und Wandern
An den Hängen des San Lorenzo befinden sich die Skistationen von Valdezcaray und Valle del Sol. Andere Teile des Gebirges eignen sich gut für Wanderungen in verschiedenen Schwierigkeitsgraden.
Kultur
Im Süden der Sierra de la Demanda sind die früh- und hochmittelalterlichen Felsgräber von Quintanar de la Sierra, Duruelo de la Sierra und Palacios de la Sierra von kulturhistorischem Interesse. Die romanischen Kirchen gehören ebenfalls zu den Attraktionen der Bergregion; zu nennen sind in erster Linie die Kirchen von Jaramillo de la Fuente, Vizcaínos de la Sierra, Pineda de la Sierra, Riocavado de la Sierra, San Millán de Lara u. a.

## Sonstiges
Einige Szenen des Italo-Westerns „Zwei glorreiche Halunken“ (The good, the bad and the ugly) unter der Regie von Sergio Leone (1966) wurden im Gebiet der Sierra de la Demanda gedreht.